# 圣母无原罪主教座堂 (清化)
圣母无原罪主教座堂（Nhà thờ chính tòa Thanh Hóa）是天主教清化教区的主教座堂，位于越南清化省清化市场试坊（Phường Trường Thi）场试街232A号。
该堂建于1926年至1930年，长44米，宽16米，高13米。钟楼高25米，两口钟由法国捐赠。